# Dawsonville
Dawsonville je město v okrese Dawson County ve státě Georgie ve Spojených státech amerických. V roce 2011 žilo ve městě 2539 obyvatel.

## Demografie
Podle sčítání lidí v roce 2000 žilo ve městě 619 obyvatel, 234 domácností a 153 rodin. V roce 2011 žilo ve městě 1 293 mužů (50,9 %) a 1 246 žen (49,1 %). Průměrný věk obyvatele je 31 let (2011)

## Historie
Město bylo založeno v roce 1859. Také se zde jezdí NASCAR